# Jazzara Jaslyn
Jazzara Jaslyn (* 8. November 1991 in Kapstadt als Jazzara Pienaar) ist eine südafrikanische Schauspielerin.

## Leben
Jaslyn wurde am 8. November 1991 in Kapstadt geboren. Ab 2011 studierte sie an der Universität Kapstadt die Fächer Theater und Performance. Sie schloss 2014 ihr Studium mit einem Bachelor of Arts ab. Mit 20 Jahren stellte sie in insgesamt 11 Episoden der Fernsehserie League of Glory die Rolle der Alison Grant dar. Nach ihrem Universitätsabschluss spielte sie 2014 im Kurzfilm Keys, Money, Phone mit. Eine größere Rolle stellte sie zwei Jahre später im Blockbuster Cinderella Story 4: Wenn der Schuh passt… die Rolle der Olympia dar. In den folgenden Jahren erhielt sie in verschiedenen Fernsehserien jeweils Episodenrollen und spielte 2019 im Kurzfilm This Country Is Lonely mit.
Von 2020 bis 2022 spielte Jaslyn in zehn Episoden der Fernsehserie Professionals die Rolle der Jane Swann. Bereits ab 2021 erhielt sie die wiederkehrende Rolle der Miranda Hugo, die sie bis 2023 in elf Episoden verkörperte. 2023 erhielt sie eine Episodenrolle in der Fernsehserie FDR und stellte im selben Jahr in fünf Episoden der Fernsehserie Warrior die Rolle der Eliza Pendleton dar. 2024 erhielt sie im Spielfilm A Family Affair die Nebenrolle der Jessica. Ende Juni 2024 wurde bekannt, dass sie im Netflix Original One Piece die Rolle der Miss Valentine spielen wird.

## Filmografie (Auswahl)
- 2011: League of Glory (Fernsehserie, 11 Episoden)
- 2014: Keys, Money, Phone (Kurzfilm)
- 2016: Cinderella Story 4: Wenn der Schuh passt… (A Cinderella Story: If the Shoe Fits)
- 2017: Origins: The Journey of Humankind (Fernsehserie, Episode 1x03)
- 2018: Castle & Castle (Fernsehserie, Episode 1x01)
- 2018: Welcome to Murdertown (Fernsehserie, Episode 1x06)
- 2019: This Country Is Lonely (Kurzfilm)
- 2020–2022: Professionals (Fernsehserie, 10 Episoden)
- 2021–2023: Lioness (Fernsehserie, 11 Episoden)
- 2023: FDR (Fernsehserie, Episode 1x01)
- 2023: Warrior (Fernsehserie, 5 Episoden)
- 2024: A Family Affair